# Blåhallon
Blåhallon (Rubus caesius), på Gotland kallade salmbär, även känt bland annat under namn som psalmbär, åkerhallon och kalvhjortron, är en halvbuske besläktad med björnbär, med blå sammelfrukter ("bär").

## Beskrivning
Busken liknar hallonbusken, men blåhallons taggar är svagare och borstlika. Bladen är trefingrade. Bären påminner till utseendet om hallon, men är mattblå i färgen. På varje stam finns bara få bär.

## Habitat
Lokaler är kulturmark, skogsbryn, stränder, ruderatmark.
Blåhallon växer i större delen av Europa och i västra och centrala Asien till västra Kina, och som introducerad i vissa områden av Nordamerika. 
I Sverige växer blåhallon vilt på Öland och Gotland och i Skåne, Halland, Uppland, Bohuslän, Östergötland och Gästrikland. Enligt Björn Ursing förekommer arten från Skåne till södra Norrland. Den blommar från juni till augusti och bären mognar i augusti.

### Utbredningskartor
- Norden [5]
- Norra halvklotet [6]

## Biotop
Gynnas av kalkhaltig jord, därav den rikliga förekomsten på Gotland.

## Etymologi
Caesius är latin och betyder blågrå. Detta syftar på bärens färg. De gotländska benämningarna salmbär och psalmbär är ombildningar av salomonbär, av det bibliska namnet Salomo(n).

## Användning
I färskt tillstånd är bären tämligen sura men dugliga att äta. De duger bra till sylt med tillsatt socker.
Salmbärssylt används traditionellt till den gotländska saffranspannkakan samt sedan 2008 i Polhemsbakelsen.

## Bilder

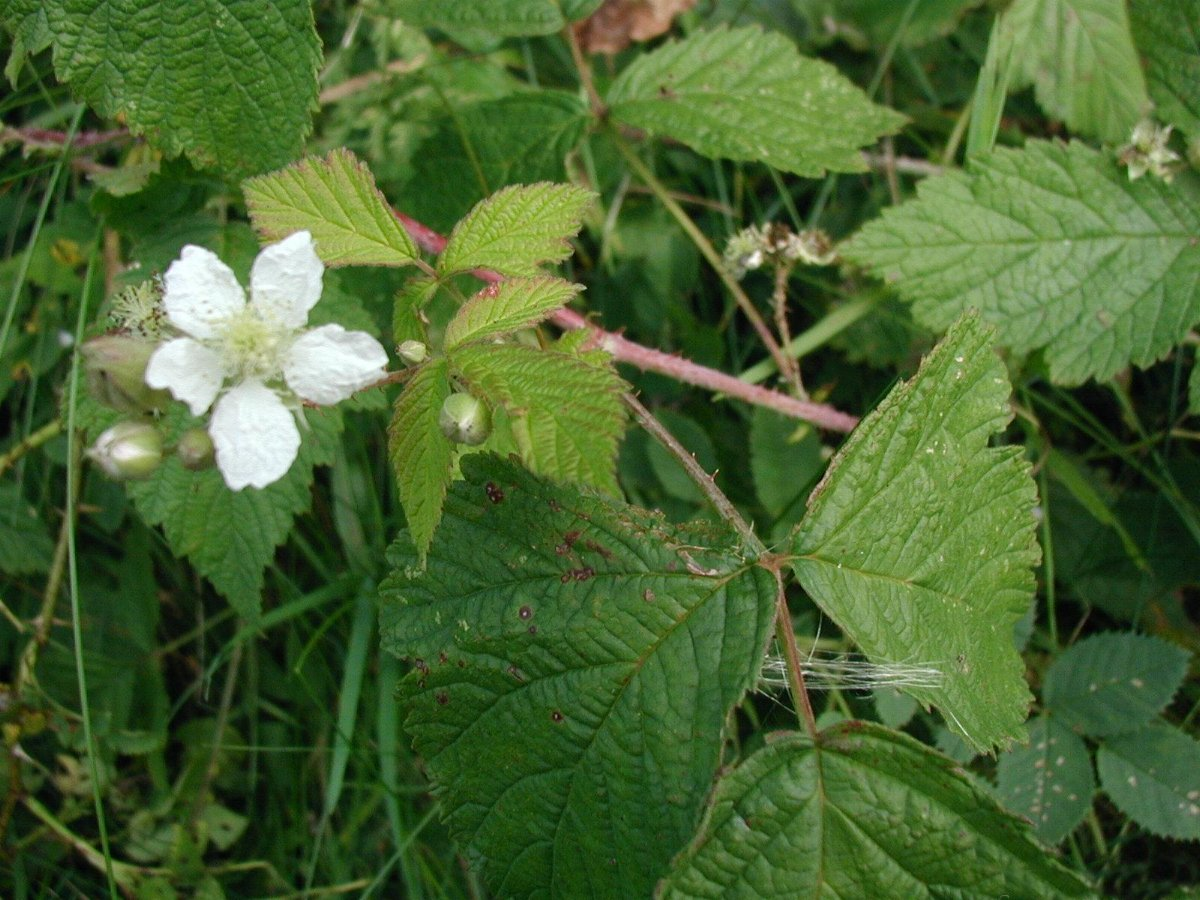
Nyutslagen blomma och knoppar
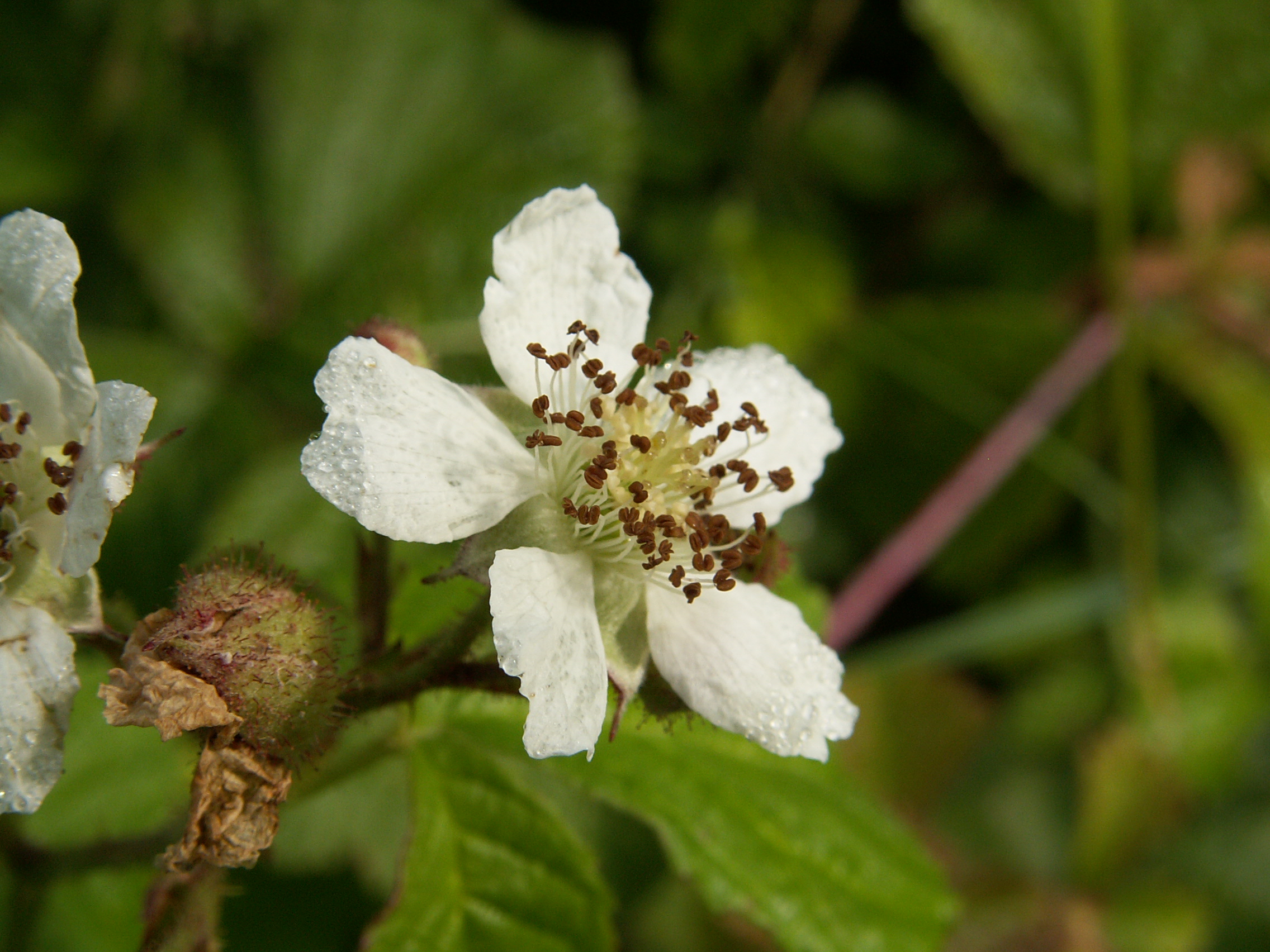
Stort antal ståndare och pistiller
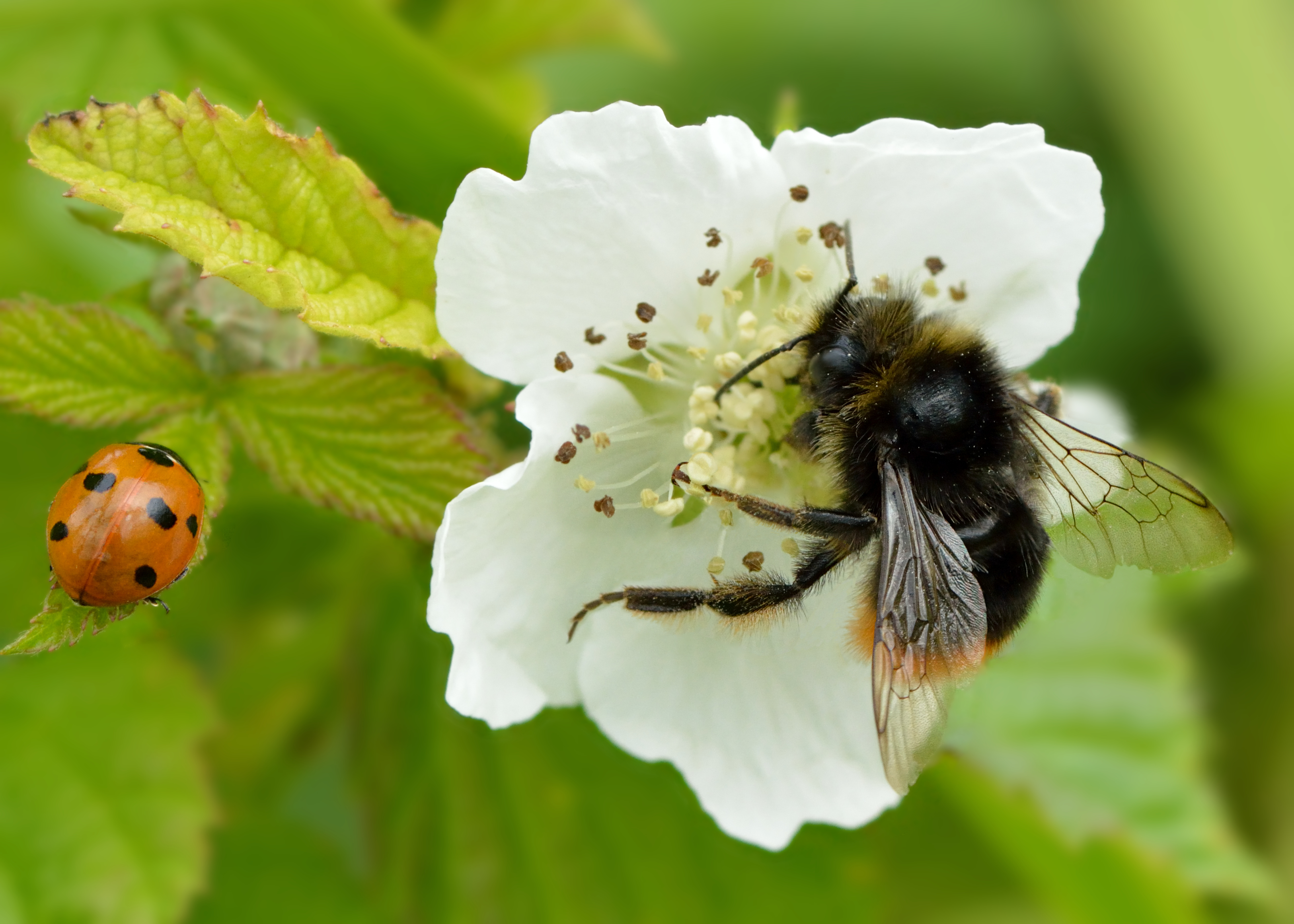
En humla, Bombus lapidarius suger nektar och pollinerar. Nyckelpigans avsikt är oklar.
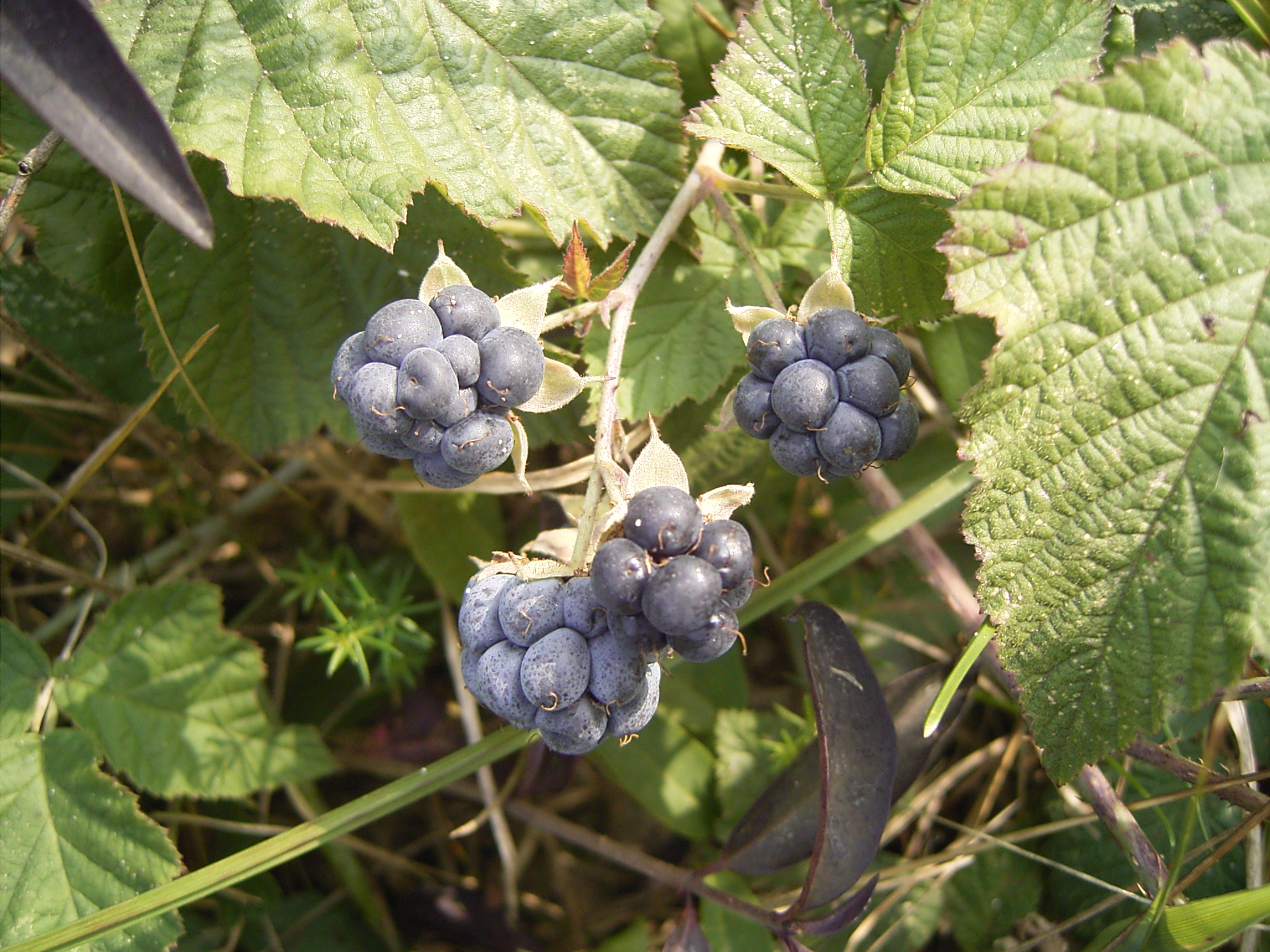
Blåhallonbär